# Da-Forno-Halbinsel
Die Da-Forno-Halbinsel (spanisch Península Da Forno; in Argentinien Península Pata de perro, spanisch für ‚Hundebeinhalbinsel‘; im Vereinigten Königreich Westminster Peninsula) ist eine Halbinsel an der Fallières-Küste des Grahamlands auf der Antarktischen Halbinsel. Sie liegt zwischen der Square Bay im Süden und dem Dogs-Leg-Fjord im Norden und endet im Westen im Nicholl Head.
Chilenische Wissenschaftler benannten sie nach Ciro da Forno Baldovino, Teilnehmer an der 21. Chilenischen Antarktisexpedition (1966–1967). Die argentinische Benennung orientiert sich an derjenigen des benachbarten Dog-Leg-Fjord. Das UK Antarctic Place-Names Committee benannte sie 2013 nach Gerald Grosvenor, 6. Duke of Westminster (1951–2016), der britische Forschungsaktivitäten in der Antarktis unterstützt hatte.